# Torneio Rio-São Paulo
Das Torneio Rio-São Paulo war ein Fußball-Turnier zwischen den führenden Vereinsmannschaften der aus der Stadt Rio de Janeiro, damals der Bundesdistrikt, ab 1960 als Bundesstaat Guanabara firmierend, und dem Bundesstaat São Paulo. Seit 1933 wurde es in unregelmäßigen Abständen bis 2002 insgesamt 25 Mal abgehalten.

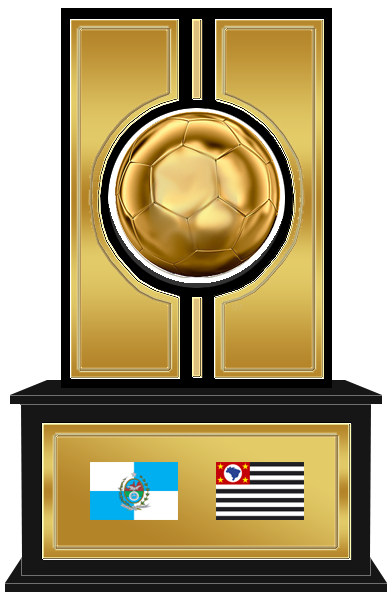
Visualisierung des Pokals

## Geschichte
Das Turnier wurde von den Staatsverbänden abgehalten. Die Erstaustragung erfolgte 1933 und wurde von Palestra Itália aus São Paulo gewonnen.

### 1934
1934 war ursprünglich geplant, dass aus den Qualifikationsgruppe je Verband die drei bestplatzierten Vereinen in die Finalrunde einziehen sollten. Zu Beginn der Qualifikationsphase argumentierten Palestra Itália und der CR Vasco da Gama jedoch, dass sie sich als Staatsmeister von 1934 automatisch für die Finalphase qualifizieren waren und folglich von den Spielen der Qualifikationsphase ausgenommen werden konnten.
Nachdem bereits einige Runden in der Qualifikation gespielt worden waren, akzeptierte der Verband von Rio de Janeiro die Argumentation und entschied, dass Vasco einer seiner Vertreter in der Endphase sein würde. Auf der anderen Seite akzeptierte der Verband von São Paulo die Forderung nicht und verpflichtete Palestra Itália, die Qualifikationsphase zu spielen.
Zu der Zeit war der nationale Fußballverband CBD (Confederação Brasileira de Desporto) von der FIFA offiziell anerkannt. Dieser vertrat aber nur den Amateursport. Die stärksten Klubs der beiden Bundesstaaten waren aber Mitglieder der FBF (Federação Brasileira de Futebol), welcher den Profisport vertrat. Dasselbe ergab sich auf Ebene der Staatsmeisterschaften. Hier gab es in Rio de Janeiro die LCF (Liga Carioca de Foot-Ball), welche dem FBF angeschlossen war.
Der CBD wollte auch den Profibereich übernehmen. Nachdem es zu Meinungsverschiedenheiten zwischen Fluminense Rio de Janeiro, Flamengo Rio de Janeiro und Vasco da Gama verließen die Klubs die LCF. Sie schlossen sich dem FMD (Federação Metropolitana de Desportos) an, welcher dem CBD angehörte.
Ähnliches passierte auch in São Paulo. Hier verließen Palestra Itália und Corinthians São Paulo den APEA (Associação Paulista de Esportes Athléticos, verbunden mit dem FBF) und gingen zum LPF (Liga Paulista de Futebol, verbunden mit CBD).
Aufgrund dieser Ausfälle wurden die Qualifikationsturniere unterbrochen und die Final Phase nie gespielt.

### 1940
Nachdem die Hälfte der Spiele entschieden waren, wurde die Meisterschaft wurde nicht weiter ausgetragen. Es waren verschiedene Gründe die dazu führten. Fluminense Rio de Janeiro hatte als einzige einen Kader, welcher groß genug war, um an der Staatsmeisterschaft von Rio de Janeiro und dem Torneio Rio-São Paulo teilzunehmen. Der Klub reklamierte, neben anderen aus Rio de Janeiro, dass die in São Paulo abzuführenden Verwaltungsausgaben unangemessen hoch waren. Diese Beschwerden kamen zum Teil auch aus São Paulo. Aus weiteren nicht mehr nachvollziehbaren Gründen zogen sich Corinthians São Paulo, Associação Portuguesa de Desportos und der FC São Paulo aus dem Wettbewerb zurück. Dieses war der Auslöser das Turnier in dem Jahr einzustellen.
Zum Zeitpunkt des Abbruchs lagen Flamengo und Fluminense punktgleich an der Tabellenspitze. Verschiedene Medien erklärten daraufhin beide Klubs zu Titelträgern. Beide Klubs verweisen auf ihren Internetseiten heutzutage drauf den Titel gewonnen zu haben. Eine offizielle Benennung durch den Verband erfolgte jedoch nicht.

### Ab 1954
Ab 1954 offiziell Torneio Roberto Gomes Pedrosa zur Ehrung des vormaligen brasilianischen Nationalmannschafts- und Botafogo-FR-Torwarts und späteren Vorsitzenden des Verbandes von São Paulo Roberto Gomes Pedrosa, der im selben Jahr verstarb.
Die große Zeit des Turnieres war in den 1950er Jahren und dauerte bis in die 1960er Jahre hinein an. In Abwesenheit eines nationalen Wettbewerbes – ein solcher war vor dem Anbeginn erschwinglicher Flugverbindungen in jenem großen Land schwer durchführbar – war dies wohl das bedeutendste Regionalturnier Brasiliens.
Nach der Einführung nationaler Wettbewerbe, die mit der Taça Brasil, einem Pokalwettbewerb – der 1959 vornehmlich zur Ermittlung der Copa Libertadores Teilnehmer geschaffen wurde –, ihren Anfang nahm, verlor der Wettbewerb zusehends an Bedeutung.
1967 wurden daher auch Vereine aus anderen Bundesstaaten, zunächst aus Minas Gerais, Paraná und Rio Grande do Sul eingeladen. Da dies nunmehr nicht mehr nur ein Wettbewerb zwischen Vereinen von Rio und São Paulo war, wurde der offizielle Name Torneio Roberto Gomes Pedrosa erfolgreich propagiert. Ab 1968 wurde das auch als Robertão („großes Roberto“) bekannte Turnier unter der Ägide des brasilianischen Verbandes abgehalten und um Teilnehmer aus Pernambuco und Bahia erweitert. Nach der neugestifteten Trophäe, einem Silberpokal wurde das Turnier auch Taça Prata genannt. Dieser bis 1970 abgehaltene Wettbewerb gilt heutzutage im Allgemeinen als Vorgänger der nationalen Brasilianischen Meisterschaft die seit 1971 ausgerichtet wird. (Details zum Torneio Roberto Gomes Pedrosa siehe Hauptartikel Torneio Roberto Gomes Pedrosa)
Vornehmlich zur Füllung von Lücken im Spielplan kam es nach knapp 30-jähriger Pause von den 1990er Jahren bis 2002 zu weiteren Ausspielungen des Rio-São Paulo Turniers, deren Bedeutung aber bei weitem nicht an die der früheren Jahre heranreicht. Weitere Austragungen sind nicht geplant.

## Modus
In der Glanzzeit des Wettbewerbes fand er jeweils in einer der Städte Rio de Janeiro oder São Paulo statt. Die Anzahl der Teilnehmer sowie die Austragungsart variierten.

## Statistiken
| 1933 | Palestra Itália¹                                               |
| 1940 | Kein sieger ermittelt                                          |
| 1950 | SC Corinthians Paulista                                        |
| 1951 | SE Palmeiras                                                   |
| 1952 | Associação Portuguesa de Desportos                             |
| 1953 | SC Corinthians Paulista                                        |
| 1954 | SC Corinthians Paulista                                        |
| 1955 | Associação Portuguesa de Desportos                             |
| 1957 | Fluminense FC                                                  |
| 1958 | CR Vasco da Gama                                               |
| 1959 | Santos FC                                                      |
| 1960 | Fluminense FC                                                  |
| 1961 | CR Flamengo                                                    |
| 1962 | Botafogo FR                                                    |
| 1963 | Santos FC                                                      |
| 1964 | Santos FC Botafogo FR                                          |
| 1965 | SE Palmeiras                                                   |
| 1966 | Botafogo FR SC Corinthians Paulista Santos FC CR Vasco da Gama |
| 1993 | SE Palmeiras                                                   |
| 1997 | Santos FC                                                      |
| 1998 | Botafogo FR                                                    |
| 1999 | CR Vasco da Gama                                               |
| 2000 | SE Palmeiras                                                   |
| 2001 | FC São Paulo                                                   |
| 2002 | SC Corinthians Paulista                                        |

| 5 × | SE Palmeiras SC Corinthians Paulista (1 geteilt) Santos FC (2 geteilt) |
| 4 × | Botafogo FR (2 geteilt)                                                |
| 3 × | Fluminense FC (1 geteilt) CR Vasco da Gama (1 geteilt)                 |
| 2 × | Associação Portuguesa de Desportos CR Flamengo (1 geteilt)             |
| 1 × | FC São Paulo                                                           |

| Staaten |                |
| 18 ×    | São Paulo      |
| 10 ×    | Rio de Janeiro |

¹) Palestra Italia wurde 1942 in SE Palmeiras umbenannt.

²) Etti Jundiaí wurde 2003 auf den traditionellen Namen Paulista FC zurückbenannt.